# Meriga
Il meriga (o mariga, marigo e simili, in latino maricus) era la persona posta a capo di un comune rurale che, in Veneto e Friuli, indicava una piccola unità amministrativa corrispondente, nella gran parte dei casi, a un villaggio. Tale organizzazione, sorta dopo l'anno Mille, rimase in vigore sino alla caduta della Repubblica di Venezia.
Il meriga veniva eletto o sorteggiato durante la vicinia, l'assemblea dei capifamiglia. Nei casi in cui la località ricadeva in un feudo, era il signore locale a nominarlo. Subito dopo, si recava presso la sede del governo centrale dove giurava sui Vangeli di osservare fedelmente e con onestà il proprio mandato (marigitia).
I compiti del meriga erano molteplici: doveva esercitare la giustizia, imporre le multe, riscuotere le tasse; organizzare una forza di polizia nominando i saltari; controllare i traffici delle merci, regolare lo sfruttamento delle terre comuni, sovrintendere ai lavori pubblici; infine, stilare l'elenco dei coscritti.
Ancora oggi, alcune regole dolomitiche utilizzano il termine meriga per indicarne il presidente.